# Bembrops quadrisella
Bembrops quadrisella är en fiskart som beskrevs av Thompson och Suttkus, 1998. Bembrops quadrisella ingår i släktet Bembrops och familjen Percophidae. Inga underarter finns listade.